# 楊景明
楊景明（？—?），號存莪，河南光州人，晚明政治人物。

## 生平
登萬曆四十年（1612年）壬子科河南鄉試第七名舉人，四十七年（1619年）己未科三甲第二名進士。户部觀政，本年六月授中书舍人，天啓元年同典順天府鄉試。六年復除原职，崇祯元年考选，授禮部儀制司主事，四年升员外郎，本年晉禮部郎中，五月擢四川督學副使，历山西、陕西兵備副使，挖掘闯王李自成祖墓。弟杨景暐以選貢任杭州府判，兄弟皆以盡瘁王事，卒于官署。

## 家族
其先人大同府判杨遵、德化主簿杨暹，皆有政聲。曾祖楊禄。祖父楊遵，大同府通判。父楊大濩，庠生。